# 창선중학교
창선중학교(昌善中學校)는 대한민국 경상남도 남해군 창선면 상죽리에 있는 사립 중학교이다.

## 학교 연혁
- 1946년 6월 3일 : 창선중등 교육기관 설립 및 발기회 조직
- 1946년 7월 17일 : 제1학년 모집
- 1950년 4월 4일 : 학교법인 창선학원 및 창선중학교 설립인가
- 1950년 6월 6일 : 창선중학교 개교(3학급)
- 2000년 11월 28일 : 박영안 이사장 취임
- 2022년 3월 1일 : 자율학교 재지정(3년간)
- 2023년 2월 9일 : 제73회 졸업식(졸업생 19명, 누계 13,947명)
- 2023년 3월 2일 : 신입생 입학
- 2023년 9월 1일 : 제18대 박상일 교장 취임

## 참고 자료
- 창선중학교 - 한국교육학술정보원 학교알리미